# 保安 (大理)
保安（1045年—1052年）是大理国皇帝段思廉的第一個年号，共计8年。
目前有两件“保安”纪年的文物存世，一是大理风仪北汤天金銮宝刹发现的《释道常荐举七代先亡写疏》经卷，署年“保安八年”，另一件是2009年12月通海白心塔出土的《瑯瑘氏囗囗墓碑》，署年“保安三年”。
起訖年，方詩銘、李崇智、段玉明、王雲、黃德榮作1045年－1052年，李家瑞作1045年－？。
雲南文獻部份在保安及政安之間又有太安年號，亦無「明侯」年號，僅見於李兆洛《紀元編》。

## 年號及改元出處
- 倪輅《南詔野史》：「宋仁宗慶曆四年（1044），國人廢素興立之，改元保安，又改保正。……神宗熙寧八年（1075），禪位為僧。」
- 胡蔚《增訂南詔野史》：「宋仁宗甲申慶曆四年（1044）即位，明年（1045），改元保安，又改元正安、正德、保德。……神宗乙卯熙寧八年（1075），思廉禪位為僧，在位三十一年。」
- 王崧《雲南備徵志》：「宋仁宗慶曆四年（1044）即位，改元保安，又改大安、正安、正德。……宋熙寧七年甲寅（1074），禪位為僧，在位三十一年。」
- 諸葛元聲《滇史》：「段氏十一世思廉，以宋仁宗慶曆四年甲申歲（1044）立，改元保安。……思廉在位久，癸巳（1053），改元正安；壬寅（1062），改正德；甲寅（1074），改保德。……乙卯（1075），思廉在位三十一年，避位為僧。」
- 李京《雲南志略》：「思平五世孫思廉立，改元保安、太安、正安、正德、保德。在位三十年。」
- 楊慎《滇載記》：「思廉以宋慶曆四年（1044）立。……思廉立三十一年，改元四，曰保安、政安、政德。」
- 馮蘇《滇考》：「思廉在位久，改元保安、正安、正德、保德。……在位三十一年，避為僧。」
- 《白古通記淺述》：「更立思平之孫思廉，在位三十一年。思廉，宋仁宗甲申慶曆四年（1044）即位，明年（1045），改元保安，又改元正安、正德、保德。……丁酉五月，禪位為僧。」
- 《瑯瑘氏囗囗墓碑》：「時保安三〔年〕。」
- 《釋道常薦舉七代先亡寫疏》：「保安八年佛弟子比丘釋道常薦舉七代亡等疏一卷。」

## 纪年對照表
| 保安 | 元年   | 二年   | 三年   | 四年   | 五年   | 六年   | 七年   | 八年   |
| ---- | ------ | ------ | ------ | ------ | ------ | ------ | ------ | ------ |
| 公元 | 1045年 | 1046年 | 1047年 | 1048年 | 1049年 | 1050年 | 1051年 | 1052年 |
| 干支 | 乙酉   | 丙戌   | 丁亥   | 戊子   | 己丑   | 庚寅   | 辛卯   | 壬辰   |

## 同期存在的其他政权年号
- 中國
  - 慶曆（1041年－1048年）：宋－宋仁宗趙禎之年號
  - 皇祐（1049年－1054年）：宋－宋仁宗趙禎之年號
  - 得聖（1047年－1048年）：北宋時期－王則之年號
  - 景瑞（1049年－1052年）：北宋時期－儂智高之年號
  - 啓曆（1052年－1053年）：北宋時期－儂智高之年號
  - 重熙（1032年－1055年）：契丹－遼興宗耶律宗真之年號
  - 天授禮法延祚（1038年－1048年）：西夏－夏景宗李元昊之年號
  - 延嗣寧國（1049年）：西夏－夏毅宗李諒祚之年號
  - 天祐垂聖（1050年－1052年）：西夏－夏毅宗李諒祚之年號
- 越南
  - 天感聖武（1044年－1049年）：李朝－李佛瑪之年號
  - 崇興大寶（1049年－1054年）：李朝－李佛瑪之年號
- 日本
  - 寬德（1044年－1046年）：後朱雀天皇之年号
  - 永承（1046年－1053年）：後冷泉天皇之年号